# عين الباردة (حمص)
عين الباردة قرية في ناحية الناصرة التابعة لمنطقة تلكلخ في محافظة حمص.